# 小浜の紋付祭り
小浜の紋付祭り（おばまのもんつきまつり）は福島県二本松市小浜にある塩松神社の例大祭。
毎年10月のスポーツの日の前々日の土曜日、前日の日曜日に開催される。伝統200余年、反町（そりまち）・鳥居町（とりいまち）・藤町（ふじまち）・新町（にいまち）が4台の太鼓台を町内で曳き回す。また、夜間はこの太鼓台にそれぞれ250個余りの提灯をつけて町内を曳き回す。
正式名称は「塩松神社例大祭」だが、本祭りに関係者が紋付羽織袴（もんつきはおりはかま）の正装をするところから「紋付祭り」と呼ばれている。
同じ二本松藩内の同様な祭礼として、二本松提灯祭り、本宮市の安達太良神社（本宮明神）祭礼の太鼓台（北部先囃子、南部先囃子、東部太鼓台）、郡山市の安積国造神社（郡山八幡）祭礼、大玉村の玉ノ井神社の若桜会、町若連などがある。

## 歴史・概要
江戸時代塩松神社が藩の支配下にあった時、天明の飢饉の村内の復興のために、領主丹羽氏に、お金を献上して御紋章三箇所の使用と神輿渡御（みこしとぎょ）が許可され、寛政元年（1789年）から始まる。

## 曳き廻しスケジュール
1日目（土）宵祭り
昼の部 午後1時30分 - 午後4時00分 各町内字廻り
夜の部 午後7時00分 - 午後9時00分 各町内字廻り（提灯装着）

2日目（日）本祭り
午前7時00分 - 午後5時00分 御神輿渡御神事
午前7時50分 宮下集合（塩松神社）
午前8時45分 出発
午後1時頃 昼宿到着（休憩）
午後2時00分 宮下へ向け出発（塩松神社）
午後4時00分 御神輿宮入→万歳三唱（反町大世話人）
四町四つ角到着・万歳三唱（鳥居町大世話人）
連合提灯祭り 午後7時15分 - 午後10時00分
午後8時00分 四つ角集合・藤町へ向け出発
午後8時30分 藤町出発
午後9時00分 四つ角到着→万歳三唱（新町取締または藤町大世話人）→三本締（年番連合進退）
午後10時00分 解散